# Cantón de Pont-d'Ain
El cantón de Pont-d'Ain (en francés canton de Pont-d'Ain) es una circunscripción electoral francesa situada en el departamento de Ain, de la región de Auvernia-Ródano-Alpes. La cabecera (bureau centralisateur en francés) está en Pont-d'Ain.

## Historia
Al aplicarse el decreto n.º 2014-147 del 13 de febrero de 2014, sufrió una redistribución comunal con cambios en los límites territoriales y en el número de comunas, pasando estas de 11 a 24.
Con la aplicación de dicho decreto, que entró en vigor el 2 de abril de 2015, después de las primeras elecciones departamentales posteriores a la publicación de dicho decreto, los cantones de Ain pasaron de 43 a 23.

## Composición
- Bolozon
- Boyeux-Saint-Jérôme
- Ceignes
- Cerdon
- Challes-la-Montagne
- Dortan
- Izernore
- Jujurieux
- Labalme
- Leyssard
- Matafelon-Granges
- Mérignat
- Neuville-sur-Ain
- Nurieux-Volognat
- Peyriat
- Poncin
- Pont-d'Ain
- Priay
- Saint-Alban
- Saint-Jean-le-Vieux
- Samognat
- Serrières-sur-Ain
- Sonthonnax-la-Montagne
- Varambon